# Matthew Temple
Matthew Temple (* 20. Juni 1999 in Bundoora, Victoria) ist ein australischer Schwimmer. Er gewann bei Olympischen Spielen drei Bronzemedaillen. Bei Weltmeisterschaften erschwamm er bis 2024 zweimal Gold, dreimal Silber und einmal Bronze auf der 50-Meter-Bahn sowie zweimal Gold, zweimal Silber und einmal Bronze auf der 25-Meter-Bahn.

## Karriere
Matthew Temple schwimmt für den Nunawading Swim Club. Seine ersten großen internationalen Meisterschaften waren die Weltmeisterschaften 2019 in Gwangju. Dort belegte er den zehnten Platz über 200 Meter Schmetterling und den sechsten Platz über 100 Meter Schmetterling. In der 4-mal-100-Meter-Mixed-Lagenstaffel schwamm er im Vorlauf auf der Schmetterlingslage. Im Finale gewann die australische Staffel mit Mitch Larkin, Matthew Wilson, Emma McKeon und Cate Campbell den Wettbewerb. Temple erhielt für seinen Vorlaufeinsatz eine Goldmedaille. Die australische 4-mal-100-Meter-Männer-Lagenstaffel mit Larkin, Wilson, Temple und Kyle Chalmers belegte den fünften Platz.
Nach dem durch die COVID-19-Pandemie bedingten Ausfall fast aller Meisterschaften im Jahr 2020 fanden 2021 die Olympischen Spiele in Tokio statt. In der 4-mal-100-Meter-Freistilstaffel qualifizierten sich Cameron McEvoy, Zac Incerti, Alexander Graham und Kyle Chalmers mit der hinter den Staffeln aus Italien und aus den Vereinigten Staaten drittbesten Zeit für das Finale. Im Finale siegte die Staffel aus den USA vor den Italienern. Die australische Staffel mit Matthew Temple, Zac Incerti, Alexander Graham und Kyle Chalmers schlug 0,11 Sekunden nach den Italienern an und gewann die Bronzemedaille. Über 200 Meter Schmetterling schied Temple als 18. der Vorläufe aus. Über 100 Meter Schmetterling erreichte Temple das A-Finale und belegte zeitgleich mit dem Polen Jakub Majerski den fünften Platz. Auf die Bronzemedaille fehlten den beiden 0,18 Sekunden. In der Mixed-Lagenstaffel schwammen im Vorlauf Isaac Cooper, Zac Stubblety-Cook, Brianna Throssell und Bronte Campbell und qualifizierten sich mit der viertschnellsten Zeit für das Finale. Im Finale bestand die Staffel aus Kaylee McKeown, Zac Stubblety-Cook, Matthew Temple und Emma McKeon. Das australische Quartett schlug hinter den Staffeln aus dem Vereinigten Königreich und aus der Volksrepublik China an dritter Stelle an. Auch die im Vorlauf eingesetzten Schwimmerinnen und Schwimmer erhielten eine Medaille. In der Männer-Lagenstaffel belegten Mitch Larkin, Zac Stubblety-Cook, Matthew Temple und Kyle Chalmers den fünften Platz.
Im Mai 2022 gewann Temple bei den australischen Meisterschaften den Titel über 100 Meter Schmetterling. Einen Monat später erreichte er bei den Weltmeisterschaften in Budapest den fünften Platz über 100 Meter Schmetterling. Die 4-mal-100-Meter-Freistilstaffel mit William Yang, Matthew Temple, Jack Cartwright und Kyle Chalmers erschwamm die Silbermedaille hinter der US-Staffel. Ebenfalls Silber hinter den USA gewann die Mixed-Lagenstaffel mit Kaylee McKeown, Zac Stubblety-Cook, Matthew Temple und Shayna Jack. Schließlich belegte die australische Männer-Lagenstaffel mit Isaac Cooper, Zac Stubblety-Cook, Matthew Temple und Kyle Chalmers den vierten Platz. Bei den Commonwealth Games in Birmingham siegte über 100 Meter Schmetterling der Kanadier Joshua Liendo, 0,16 Sekunden dahinter schlugen der Engländer James Guy und Matthew Temple zeitgleich an und erhielten beide eine Silbermedaille. Ebenfalls eine Silbermedaille erhielt Temple mit der australischen Lagenstaffel. Mit der Mixed-Lagenstaffel erschwamm er eine Goldmedaille. Ebenfalls Gold erhielt er für seinen Vorlaufeinsatz in der 4-mal-100-Meter-Freistilstaffel. Ende des Jahres bei den Kurzbahnweltmeisterschaften in Melbourne gewann Temple in den verschiedenen Staffelwettbewerben zweimal Gold, zweimal Silber und einmal Bronze.
2023 bei den Weltmeisterschaften in Fukuoka siegte die 4-mal-100-Meter-Freistilstaffel mit Jack Cartwright, Flynn Southam, Kai Taylor und Kyle Chalmers, Temple erhielt Gold für seinen Einsatz im Vorlauf. Über 100 Meter Schmetterling wurde Temple Vierter mit 0,35 Sekunden Rückstand uf den Drittplatzierten. In der 4-mal-100-Meter-Lagenstaffel gewannen Bradley Woodward, Zac Stubblety-Cook, Matthew Temple und Kyle Chalmers Bronze hinter den Staffeln aus den Vereinigten Staaten und aus der Volksrepublik China, im Vorlauf waren Sam Williamson und Kai Taylor geschwommen. Eine Silbermedaille gewann die 4-mal-100-Meter-Mixed-Lagenstaffel mit Kaylee McKeown, Zac Stubblety-Cook, Matthew Temple und Shayna Jack. Im Vorlauf waren Bradley Woodward, Sam Williamson und Emma McKeon dabei.
2024 bei den Olympischen Spielen in Paris schied Temple über 200 Meter Schmetterling als 23. der Vorläufe aus. Über 100 Meter Schmetterling erreichte er das Finale und schwamm auf den siebten Platz. Die 4-mal-100-Meter-Lagenstaffel mit Isaac Cooper, Joshua Yong, Matthew Temple und Kyle Chalmers erreichte den sechsten Platz. In der 4-mal-100-Meter-Mixed-Lagenstaffel schwammen Iona Anderson, Zac Stubblety-Cook, Emma McKeon und Kyle Chalmers die zweitschnellste Vorlaufzeit. Im Endlauf waren Kaylee McKeown, Joshua Yong, Matthew Temple und Mollie O’Callaghan fast drei Sekunden schneller als die Vorlaufstaffel und wurden Dritte hinter dem US-Team und der chinesischen Staffel.